# فرانك كوبر (محامي)
فرانك كوبر (بالإنجليزية: Frank Cooper)‏ هو قاضي ومحامي أمريكي، ولد في 1 أكتوبر 1869، وتوفي في 16 يوليو 1946.